# Gymnodia ruficornis
Gymnodia ruficornis är en tvåvingeart som först beskrevs av Malloch 1923.  Gymnodia ruficornis ingår i släktet Gymnodia och familjen husflugor. Inga underarter finns listade i Catalogue of Life.